# Crippled Ballerinas
Crippled Ballerinas foi um grupo musical formado no ano de 2003 na cidade de São Paulo, geralmente definido como grupo pioneiro e divulgador do deathrock do Brasil .
O grupo e seus membros esteviram ligados a diversos círculos do cenário underground da cidade, sobretudo ao meio gótico, deathrock, punk e psychobilly. Sua repercussão se deu principalmente entre deathrockers, servindo como ponto de referência e divulgador da vertente musical - antes um movimento por excelência norte-americano e europeu - na cidade. Tardiamente o grupo abandonou o meio, se voltando a àrea de experimentação artística, especialmente na área teatral, encontrando o fim de suas atividades no ano de 2005. Atualmente todos os membros seguem carreiras artísticas independentes.

## Origens
O grupo foi formado no ano de 2003 por Wagner Sinistro, Rafael Morcego, Felipe Crisis, Thiago Shoker, Thales Agressor. Esses foram os membros que inicialmente funcionavam como divulgadores da nova corrente musical em casas noturnas e meios artísticos paulistanos.
Com o passar do tempo, entretanto, tornou-se praticamente impossível definir os verdadeiros membros do Crippled Ballerinas. Como apresentado no periódico "S.E.R.C.P" divulgado em 2004 pelo próprio grupo , Crippled Ballerinas surgiu como um ideal de grupo musical onde quatro personagens seriam representados por inúmeras pessoas. Os membros Morcego, Crisis, Shoker e Agressor funcionariam assim como personagens nas performances do grupo, podendo ser encenados por diferentes pessoas. Cada um ganhou indumentárias e aparências diferentes, o que ajudou com que tal capricho do grupo se torna-se quase imperceptível para seu público. Algumas personagens, como Sinistro, geralmente não fazia parte da performance, mas passava as apresentações distraindo os espectadores.
Essa idéia de criação de personagens vem da defesa de uma idéia de uma produção artística feita no anonimato e super-valorização da realização ao vivo da obra de arte, acompanhando formulação estéticas desenvolvidas desde 1998 pelos próprios membros em diversos periódicos (inclusive o já citado S.E.R.C.P.). Esse conceito foi sobretudo o que torna registros da banda tão raros; de certa forma os idealizadores do Crippled Ballerinas eram contra qualquer forma de massificação e registro de suas performances. Há boatos de que todas as composições do Crippled Ballerinas foram criadas e gravadas pelas mesmas seis pessoas (Morcego, Crisis, Shoker, Toscana, Palmito, Agressor) entre os anos de 1998 e 2005, mas que raramente os mesmos tocaram nas performances de seu próprio grupo. Ao contrário, eram seus sósias que o fazia. Esse conceito de anonimidade seria tardiamente desenvolvido pelo grupo de artes cênicas desconstrutivista de nome S.E.M.C.P, fundado pelos irmãos Crisis e Christina Calysto.

## Discografia e música
Musicalmente, os membros iniciais do Crippled Ballerinas passaram por diversas bandas e estilos. Entre as bandas podemos citar Angelo e os Montgomers, The Montgomers, Unveil in Carnage, EIC, K.O. Poney, Sleeppwalker's Maladies, Static Synchronism e S.E.M.C.P. 
A banda admite ter sido influenciada por grupos como Batmobile, Lost Sounds, Cinema Strange, Bauhaus, The Phantom Limbs, Mighty Sphincter, UK Decay e New Model Army. Suas performances tinham algo da estética de filmes antigo de terror (geralmente o vocalista era carregado dentro de um caixão até o palco, por exemplo), e elementos do teatro do diretor alemão Blixa Bargeld.
Talvez o grande atrativo do Crippled Ballerinas, ao menos o elemento cuja influência é mais marcante no atual cenário deathrock brasileiro e latino-americano, seja as letras de suas músicas, além dos estranhos conceitos de autoria citados anteriormente. Como descrito em entrevista para o zine Zubkultura (edição dezembro de 2003), as músicas tendem mostrar situações de fragilidade em situações bizarras e até cômicas, uma natureza descontrolada/esquizofrênica/selvagem e veia paranóica que estoura na nossa cabeça e nos leva a beira dum derrame cerebral um macrosegundo antes de darmos lugar a nossa cultura e civilidade e agirmos calma e educadamente com as pessoas normais . As letras geralmente distoam e criticam a temática comum do punk e gótico brasileiros (respectivamente, crítica social e temas existenciais), às vezes trazendo temas definidos como de gosto duvidoso, de cunho anti-ideológico. Bons exemplos são epopéias musicais sobre velhos que retornam de seu exílio e se tornam obcecados por argamassa (como na música Mine is full of mortar), calamidades públicas surreais (como em Degustando sapos alucinógenos) e leituras poéticas de orações religiosas infantis (como em Children's pray).
A banda lançou independentemente o álbum No Vampiric Prunes (2004) com distribuição pela Derrapada de Bike Records. O álbum seguinte, A Noite Brinca com Você (2005), é distribuído na Europa pela Teenager in a Box Records, com repercussão na Itália, Espanha e Alemanha.

## Controvérsia
A principal controvérsia da banda se deu nos diversos focos de subcultura gótica e punk onde suas performances se deram (Guarulhos, Ribeirão Preto, Brasília, Rio de Janeiro, Recife e sobretudo São Paulo). As performances eram marcadas por provocações por parte da banda, falsa divulgação de eventos que nunca existiram, as músicas tocadas diferentemente do que era inicialmente apresentado para os promoters dos eventos, em alguns shows os integrantes apareciam somente para tomar uma cerveja e não tocavam. Relatos mais detalhados são contados em diversos zines escritos entre 2003 e 2006 e no site da banda.

## Afastamento do Death Rock
O Death Rock, em todos os meios onde teve repercussão considerável, retoma uma estética e direcionamento artístico que ficara enterrado nos focos onde os movimentos gótico e post-punk tiveram mais repercussão nos anos 80. O 'movimento' carrega, portanto, um certo revivalismo contra as novas formas que a música gótica tem tomado nas últimas décadas. Alguns representantes internacionais do movimento negam ligação do Crippled Ballerinas com esse dado, que eles consideram a verdadeira essência da estética deathrock. Não há revivalismo algum no Crippled Ballerinas, mas subversão das formas tradicionais de expressão em subculturas brasileiras. Sobretudo no final de sua existência, o grupo passou a dar cada vez menos interesse para música e seus shows passaram a ser sketchs teatrais, algo que foi pouco aceito no underground paulista, sobretudo.
Em 2005 o grupo se dissolveu em diversos outros projetos. O baterista Toscana continua com o The Montgomers, o vocalista e letrista Morcego desenvolve montagens e instalações experimentais focadas na área de botânica, o baixista Shoker trabalha como ator e promoter de eventos em São Paulo, o guitarrista e letrista Crisis fundou uma seita religiosa em Nova Iorque, além de ter levado seu grupo teatral S.E.M.C.P. para mais de cinco países e estar trabalhando no lançamento de seu primeiro livro a respeito das propostas artísticas desenvolvidas pelo seu novo grupo (inclusive sobre conceitos utilizados e experimentados no Crippled Ballerinas).